# Юзеф Анджей Залуський
Юзеф Анджей Залуський (Йосип Андрій Залуський, пол. Józef Andrzej Załuski; нар. 12 січня 1702, Луцьк, Малопольська провінція, Корона Королівства Польського, Річ Посполита — пом. 7 січня 1774, Варшава, Річ Посполита) — польський церковний і державний діяч, бібліофіл і меценат з роду Залуських. Брат Анджея Станіслава Залуського, племінник Анджея Хризостома Залуського.

## Біографія
Був коронним референдарем, єпископом київським. Разом із Станіславом Конарським йому належить заслуга видання «Volumina legum». Видав також «Specimen historiae criticae», в якому намагався критично розібратися з інформацією про бунт Зебжидовського . Гарячий прихильник Станіслава Лещинського, він деякий час жив з ним в Лотарингії.
Залуський підтримував стосунки з масою як польських, так і закордонних знаменитостей, і всі свої доходи з польських і французьких абатств використовував на заснування бібліотеки. Коли його бібліотека була вже досить багата, він зробив її доступною для публіки. На сеймі Радомської конфедерації Залуський заявив себе як противник збільшення прав дисидентів.
Це викликало на нього гоніння з боку російського посла князя Рєпніна, який в ніч на 13 жовтня 1767 року розпорядився схопити його разом з Вацлавом Петром та Северином Жевуськими і Каєтаном Солтиком, єпископом краківським, і відправив до Калуги.
Вимушеним дозвіллям Залуський скористався для того, щоб написати білими віршами каталог польських книг, частина якого була видана Юзефом Мучковським під назвою «Biblijoteka historyków, polityków i prawników» (Краків, 1832).

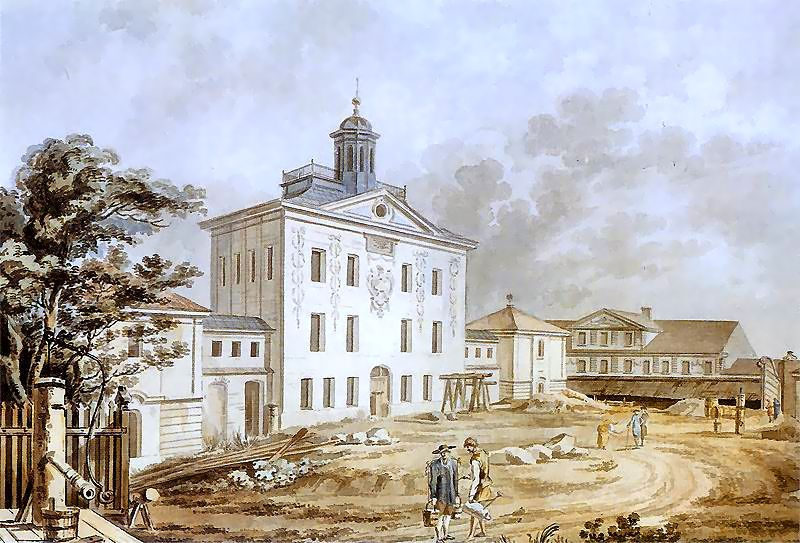
Бібліотека Залуських

У 1773 році Залуський повернувся до Варшави і проводив час в пошуках коштів для забезпечення фінансування своєї бібліотеки, яку він в заповіті, написаному 1769 року, передав у власність народу. Ще за життя Залуського адміністрація бібліотеки була передана у відання Едукаційної комісії.
У 1795 році за наказом імператриці Катерини II бібліотеку Залуського було перевезено до Санкт-Петербурга і уведено до складу Імператорської Публічної бібліотеки. Багато книг під час перевезення загубилися, але тим не менше в Санкт-Петербург був привезено 262 640 томів книг і 25 000 гравюр.
З праць Залуського, крім згаданих, відомі: «Analecta historia» (Варшава, 1731); «Conspectus novae collectionis legum ecclesiastlcarum Poloniae» (Варшава, 1744); «Bibliotheca poetarum polonorum» (Варшава, 1752–1756). Залуський написав також свою власну автобіографію, в білих віршах (Варшава, 1773).
Після його смерті дієцезію Київ обійняв Ігнацій Францішек Оссолінський.